# Editorial Design
Unter Editorial Design (englisch to edit ‚redigieren‘) versteht man das Gestalten von Zeitschriften, Zeitungen, Magazinen, Broschüren und Büchern.
In der gestalterischen Praxis findet Editorial Design im direkten Zusammenhang mit redaktioneller Arbeit statt, d. h. in Zusammenarbeit mit Redakteuren, Fotografen und Illustratoren. Bestandteil des Editorial Designs ist neben der Gestaltung des Covers auch die Entwicklung eines Gestaltungsrasters für den inhaltlichen Teil und die visuelle Gesamtgestaltung ganzer Ausgaben. Fotoauswahl und -platzierung, Typografie und Satz geben dem Ganzen einen wiedererkennbaren Charakter und sollen dabei sowohl jedem Artikel eine zum Inhalt passende Optik verleihen als auch das gesamte Erscheinungsbild des Mediums prägen.
Definiert werden bei Druckerzeugnissen Layout und Typografie, aber im Editorial Design auch darüber hinaus das Corporate Design (Stil, Bildsprache, Farbcharakter, Werbemaßnahmen …). Im Einzelnen für das Druckerzeugnis und begleitende, werbende Medien:
- Format
- Satzspiegel
- Schriften, in der Regel als Familien für unterschiedliche Textbausteine, wie Überschriften, Fließtexte, Kommentare, Bildunterschriften etc.
- Weißraum (Platzierung, Abstände, Bildergrößen) bzw. Verhältnis Text zu Bild zu Gesamtfläche
- Länge und Platzierung von Texten
- Auswahl, Größe und Platzierung von Fotos, Grafiken, Infokästen, Schmuckelementen …
- Farbgebung (Farben von Schriften, Hintergründen, grafischen Elementen, Farbabbildungen, Farbcharakter der Bilder)